# توبونگن، ایلویلو
توبونگن، ایلویلو (به لاتین: Tubungan, Iloilo) یک سکونتگاه مسکونی در فیلیپین است که در ایلوئیلو واقع شده‌است.

## خصوصیات
توبونگن ۸۵٫۱۸ کیلومترمربع مساحت و ۲۱٬۵۴۰ نفر جمعیت دارد.